# Orobanche cypria
Orobanche cypria är en snyltrotsväxtart som beskrevs av Reuter. Orobanche cypria ingår i släktet snyltrötter, och familjen snyltrotsväxter. Inga underarter finns listade i Catalogue of Life.